# Killer Kobra
Killer Kobra (Originaltitel: King Cobra) ist ein US-amerikanischer Tierhorrorfilm des Regisseurs-Duos Scott und David Hillenbrand aus dem Jahr 1999. Der Film wurde direkt für den Video-Markt produziert.

## Handlung
In einem Forschungslabor wird eine Königskobra mit einer Diamant-Klapperschlange gekreuzt. Bei einem Brandfall kann das Monster entkommen und flüchtet in Richtung Stadt, wo gerade das jährliche Bidlley-Park-Festival stattfindet. Die feiernden Teenager sind leichte Beute für die Riesenkobra. Bald werden die ersten Toten gefunden. Dr. Brad Kagen und seine Freundin Sheriff Jo Biddley beauftragen den Schlangenexperten Nick Hashimoto damit das Ungeheuer zu fangen. Mit von der Partie ist auch Dr. Erwin Burn, der Erschaffer des Untiers. Nach einigen Mühen können sie schließlich mit letzter Kraft das blutrünstige Reptil vergasen.

## Kritiken
„Eine an den Stereotypen des Tier-Horrorfilms sich entlanghangelnde Geschichte, die die Beutezüge der Schlange aus deren Perspektive zeigt. Da sich dieses Stilmittel schnell abnutzt und die Personenzeichnung nur fade Reproduktionen liefert, tendiert die eigenständige Leistung der Filmemacher gegen Null. Auch die armselige Tricktechnik der Produktion fördert nicht unbedingt den Spannungsgehalt.“

„Hier führten wohl eher Blindschleichen Regie.“

## Veröffentlichung
Killer Kobra erlebte seine Video-Premiere am 27. April 1999. In Deutschland erschien der Film erstmals am 22. Februar 2000 auf Video.
Am 30. Mai 2014 veröffentlichte ihn das Label Edel Germany auf DVD.